# Amathia dhondti
Amathia dhondti is een mosdiertjessoort uit de familie van de Vesiculariidae. De wetenschappelijke naam van de soort is voor het eerst geldig gepubliceerd in 2015 door Waeschenbach, Vieira, Souto-Derungs, Nascimento & Fehlauer-Ale.